# 薔薇架刑
『薔薇架刑』（そうびかけい）は、ALI PROJECTの4枚目のベストアルバム。2007年4月4日にMellowHeadから発売された。

## 概要
今作はALI PROJECTがMellowHeadよりリリースする初めてのアルバムである。ただしオリジナルアルバムとしてでは無く、ベストアルバムとして発売されたが何故かMellowHeadの公式HPではオリジナルアルバムのような形で紹介されている。収録曲のほとんどはローゼンメイデンに関連した楽曲で、作詞・ボーカルを担当している宝野アリカは自身のHPで「ローゼンメイデン系ベストアルバム」と紹介している。
通常盤と初回限定盤の2種類が同時発売されている。初回限定盤は収納ボックスが付属し、開くと十字架になる特製デジパック仕様に豪華ブックレット、シングル「聖少女領域」のミュージッククリップが撮り下ろしされたDVDが付属される。またタワーレコードやアニメイトなど一部の店頭で予約及び店頭で購入すると、特典として本作のポスターが貰えた。
今作はALI PROJECTのアルバムでは初めてデイリーオリコンチャート初登場3位を記録し、自身最高であったシングル「聖少女領域』の6位の記録を更新。週間チャートでは初登場5位を記録し、自己最高位・最高初動を記録した。
収録曲はMellowHeadよりリリースしたシングル作品4曲とC/W作品4曲、「ローゼンメイデン トロイメント」イメージソングCDから3曲をアレンジを変えて収録されており、アルバム用に書き降ろした表題作「薔薇架刑」を収録した全12曲で構成、

## 収録曲
（全作詞：宝野アリカ、全作曲：片倉三起也、編曲：片倉三起也(M1-M9)、渡辺剛(M10)）
1. 禁じられた遊び [4:23]
  - PEACH-PIT原作の漫画『ローゼンメイデン』第1期アニメ作品のオープニングテーマ。
  - サビにミシェル・ローラン作曲『シバの女王』の旋律が引用されている。また、Bメロにナポリ民謡の『カタリ・カタリ』の旋律が引用されている。
2. 聖少女領域 [4:37]
  - アニメ「ローゼンメイデン」第二期作品、『ローゼンメイデン トロイメント』のオープニングテーマ。この作品のオリコンチャートはALI PROJECT史上、自己最高記録である第6位を記録した。
  - 間奏にアルバート・ケテルビーの楽曲「ペルシャの市場にて」が引用されている。また、サビ部分にはミハイル・グリンカの『Contredanse in G major』が引用されている。
3. 君がため、惜しからざりし命さへ [4:40]
  - シングル『阿修羅姫』のC/W曲。
4. 春蚕 (Full Version)（しゅんご）[5:07]
  - 『ローゼンメイデン トロイメント』キャラクターCD.VOL7『薔薇水晶』からアレンジを施して収録（収録元には「[Drama Version]」というサブタイトルが付いている）。眠れる城・名なしの森についても同様。
  - ラストにモーリツ・モシュコフスキ作曲『10のかわいい小品(10 Pièces mignonnes, Op. 77) 第9番 メロディ』の旋律が引用されている。
  - サビに同上作曲家の『2つのピアノ曲　ギター』が引用されている。
5. 極楽荊姫 [4:21]
  - シングル『薔薇獄乙女』のC/W曲。
  - 間奏にモーリツ・モシュコフスキ作曲『6つのピアノ曲 作品15 第5曲』の旋律が引用されている。
  - サビ直後のギターにBIG FISH AUDIO社のサンプルパック「HARD TRACKS FOR CINEMA」より「41 BrEl Guitar01」が利用されている。その他、同音源よりBメロでは「12 HNM Guitar02」が利用されている。
6. 眠れる城 (Full Version) [5:06]
  - 『ローゼンメイデン トロイメント』キャラクターCD.VOL4『蒼星石』から収録。
7. S嬢の秘めやかな悔恨 [4:25]
  - シングル『聖少女領域』のC/W曲。
8. 名なしの森 (Full Version) [4:12]
  - 『ローゼンメイデン トロイメント』キャラクターCD.VOL5『真紅』から収録。中井英夫の同名短編と歌詞の内容自体に深い関連性はない。
  - イントロにモーリツ・モシュコフスキ作曲『８つの性格的小品 第６番 火花』の旋律が引用されている。
  - タイトルは中井英夫の『名なしの森[4]』踏まえている。
9. 阿修羅姫 [4:40]
  - プレイステーション2用のソフトとして発売された作品『舞-HiME〜運命の系統樹〜』の主題歌。
10. 薔薇獄乙女 [4:41]
  - アニメ「ローゼンメイデン」特別編、『ローゼンメイデン　オーベルテューレ』のオープニングテーマ。シングル盤は期間限定で生産され、『ローゼンメイデン　オーベルテューレ』のテロップが外されたOP映像が収録されたDVDが付属で発売。
  - イントロとサビ後半にピョートル・チャイコフスキーの『エフゲニー・オネーギン 第2幕 Kuda, kuda, kuda vy udalilis』が引用されている。また、イントロにティヴィダール・ナシェの『Danses tziganes, Op.14』が引用されている。
11. あたしがアリスだった頃 [4:09]
  - シングル『禁じられた遊び』のC/W曲。バラード調の曲。
12. 薔薇架刑 [4:06]
  - 今作の表題作。歌詞については宝野アリカ曰く「自分の中にあった詩的な薔薇のイメージを払拭する為に書き降ろした」と自身のHPにて語っている。
  - ヴァイオリン：渡辺剛
  - サビにモーリツ・モシュコフスキ作曲『10のかわいい小品 第4番 不安 』が引用されている。
  - Aメロに同上作曲家の『10のかわいい小品 第3番 無言歌』の旋律が引用されている。

DVD（初回限定盤のみ）
1. 聖少女領域

- 主演：宝野アリカ
- 監督：イシバシミツユキ

## クレジット
| Performed by ALI PROJECT      | Performed by ALI PROJECT                                                      |
| ----------------------------- | ----------------------------------------------------------------------------- |
| Recording & Mix Down Engineer | 瀧田二朗                                                                      |
| Except Engineer               | 田中栄一                                                                      |
| Recorded & Mixed at           | STUDIO GREENBIRD                                                              |
| Recorded & Mixed at           | LANDMARK STUDIO                                                               |
| Recorded & Mixed at           | FLAMINGO SOUND                                                                |
| Recorded & Mixed at           | Zazou Music Shed                                                              |
| Recorded & Mixed at           | CRECENTE STUDIO                                                               |
| Mastering Engineer            | 相川洋一                                                                      |
| Mastered at                   | ROLLING SOUND MASTERING                                                       |
| Producer                      | 伊藤善之                                                                      |
| Art Direction & Design        | 吉野磨衣子（YOTINO）                                                          |
| Photography Coordination      | 麻田亮                                                                        |
| Photograph                    | アミタマリ                                                                    |
| Past Photograph               | 関山一也                                                                      |
| Hair & Make-up                | 橘房図                                                                        |
| Stylist                       | Allica & 渋谷ケイコ（少女貴族）                                               |
| Artist Management             | Boris Vian Inc.                                                               |
| Photo Studio                  | CASA D' ANGELA                                                                |
| Jacket Coordination           | 小島冬樹（Lantis）                                                            |
| A&R                           | 小池克実（Lantis）                                                            |
| Sales Promoter                | 松村起代子（Lantis）                                                          |
| Sales Promoter                | 木戸健介（Lantis）                                                            |
| Executive Producer            | 井上俊次                                                                      |
| Special Thanks to             | TBS、サンライズ、CIRCUS、マーベラスインタラクティブ、日音、サンライズ音楽出版 |